# قصر شلاله
قصر شلاله (به عربی: قصر الشلالة) یک شهرداری در الجزایر است که در استان تیارت واقع شده‌است.